# Henrique de Lausana
Henrique de Lausana (também conhecido como de Bruys, de Clúnia, de Tolosa, de Le Mans e como o Diácono), às vezes chamado de Henrique, o Monge ou Henrique, o Petrobrusiano, foi um heresiarca francês da primeira metade do século XII. Sua pregação começou por volta de 1116 e morreu preso por volta de 1148. Seus seguidores são conhecidos como henriquianos.

## Vida e ensinamentos
Praticamente nada se sabe sobre a origem ou o início da vida de Henrique. Provavelmente recebeu suas ordens na beneditina Abadia de Clúnia. Se a reprovação de São Bernardo (Ep. 241) estiver correta, era um monge apóstata — um monge negro beneditino, de acordo com o cronista Alberio de Trois-Fontaines. Era um pregador itinerante, um asceta alto e carismático, com barba e cabelos longos. Sua voz era sonora e seus olhos brilhavam como fogo. Andava descalço, precedido por um homem carregando um cajado encimado por uma cruz de ferro; ele dormia no chão nu e vivia de esmolas. Quando chegou à cidade episcopal de Le Mans em 1101, provavelmente de Lausana, o bispo Hildeberto de Lavardin estava ausente e Henrique recebeu permissão para pregar de março a julho, uma prática reservada ao clero regular, e logo alcançou considerável influência sobre o povo. O conhecimento de seu ministério é principalmente ouvido por um panfleto do abade Pedro, o Venerável. Dizem que pregou a penitência, rejeitando tanto a intercessão dos santos quanto os segundos casamentos. As mulheres, encorajadas por suas palavras, desistiram de suas joias e roupas luxuosas, e os jovens se casaram com prostitutas na esperança de reformá-las.
Por sua instigação, os habitantes de Le Mans logo começaram a menosprezar o clero de sua cidade e a rejeitar toda autoridade eclesiástica. Em seu retorno de Roma, Hildeberto teve uma disputa pública com Henrique, na qual, de acordo com o Acta episcoporum Cenomannensium do maurista Antoine Beaugendre, Henrique foi mostrado menos culpado de heresia do que de ignorância. Ele, no entanto, foi forçado a deixar Le Mans devido ao seu anticlericalismo, e provavelmente foi para Poitiers e depois para Bordéus. Mais tarde, aparece na arquidiocese de Arles, onde o arcebispo o prendeu e fez com que seu caso fosse encaminhado ao tribunal do papa. Em 1135, Henrique foi levado pelo arcebispo perante o papa Inocêncio II no Concílio de Pisa, onde foi condenado por visões heréticas e ordenado a retornar a um mosteiro. Parece que São Bernardo lhe ofereceu asilo em Claraval. Em vez disso, retornou ao Midi, onde ficou sob a influência de Pedro de Bruys. Ele adotou o ensinamento dos petrobrussianos por volta de 1135 e o espalhou numa forma modificada após a morte de seu autor.
Por volta de 1139, Pedro, o Venerável escreveu um tratado chamado Epistola seu tractatus adversus Petrobrusianos (Migne, Patr. Lat. clxxxix) contra os discípulos de Pedro de Bruys e Henrique de Lausana, a quem chama de Henrique de Bruys, e a quem, no momento da escrita, acusa de pregar, em todas as dioceses do sul da França, erros que havia herdado de Pedro de Bruys. De acordo com Pedro, o Venerável, o ensinamento de Henrique é resumido da seguinte forma: rejeição da autoridade doutrinária e disciplinar da Igreja; reconhecimento do Evangelho livremente interpretado como a única regra de fé; condenação do batismo de crianças, da eucaristia, do sacrifício da missa, da comunhão dos santos e das orações pelos mortos; e recusa em reconhecer qualquer forma de adoração ou liturgia. O sucesso desse ensinamento se espalhou muito rapidamente no sul da França. Falando desta região, São Bernardo (Ep. 241) diz: "As igrejas estão sem rebanhos, os rebanhos sem padres, os padres sem honra; numa palavra, nada resta, exceto os cristãos sem Cristo." Em várias ocasiões, São Bernardo foi implorado para lutar contra o inovador e, em 1145, a pedido do legado Alberico, bispo-cardeal de Óstia, partiu, passando pela diocese de Angolema e Limoges, permanecendo por algum tempo em Bordéus e, finalmente, chegando às cidades heréticas de Bergerac, Périgueux, Sarlat, Cahors e Tolosa. Com a aproximação de Bernardo, Henrique partiu de Tolosa, deixando lá muitos adeptos, tanto de nascimento nobre quanto humilde, e especialmente entre os tecelões.

## Morte e legado
A eloquência de São Bernardo e os milagres relatados fizeram muitos convertidos, e Tolosa e Albi foram rapidamente restauradas à ortodoxia romana. Depois de convidar Henrique para uma disputa, à qual se recusou a comparecer, São Bernardo retornou a Claraval. Logo depois, Henrique foi capturado, levado perante o bispo de Tolosa e provavelmente preso pelo resto da vida. Numa carta escrita no final de 1146, São Bernardo convoca o povo de Tolosa a extirpar os últimos resquícios da heresia. Em 1151, no entanto, alguns henriquianos ainda permaneciam em Languedoque, pois Mateus de Paris relata (Chron. maj., na data 1151) que uma jovem, que se entregou para ser milagrosamente inspirada pela Virgem Maria, tinha a reputação de ter convertido um grande número de discípulos de Henrique. É impossível designar definitivamente como henriquianos uma das duas seitas descobertas em Colônia e descritas por Everuíno, reitor de Steinfeld, em sua carta a São Bernardo (Migne, Patr. Lat., clxxxii. 676-680), ou os hereges de Périgord mencionados por certo monge Heriberto (Martin Bouquet, Recueil des historiens des Gaules et de la France, XII.550-551).